# Plegaderus shikokensis
Plegaderus shikokensis är en skalbaggsart som beskrevs av Hisamatsu 1985. Plegaderus shikokensis ingår i släktet Plegaderus och familjen stumpbaggar. Inga underarter finns listade i Catalogue of Life.